# Selfie (歌曲)
〈#Selfie〉（风格化为〈#SELFIE〉）是美国DJ烟鬼组合制作的单曲。歌曲由安德鲁·塔格特填词作曲，烟鬼组合制作。2014年1月29日，歌曲通过Dim Mak唱片发行。〈#Selfie〉是Now! 50美国版的第八首歌曲，也是Now! 87英国/爱尔兰版第二盘的开篇曲。

## 背景
烟鬼组合成员包括安德鲁·塔格特和亚历克斯·帕尔，他们曾注意到自拍已成为一种趋势并想要加以利用。他们制作了一部歌曲样本，其中包含一位女舞者关于如何拍好自拍的独白。这一灵感来自于烟鬼组合在纽约市的夜晚看到的那些常去夜店的女性。所以在创作歌曲时，他们想把“让我先来张自拍”（Let me take a selfie）这句话以某种方式加入其中。烟鬼组合在接受《凤凰城新时报》采访时描述道：

说实话，〈#Selfie〉对我们来说就是现象级作品。我们完成了制作，并觉得歌曲很有趣，就把它作为剪辑放了出来。然后Dim Mak想买下它，他们就从我们这里买了下来并正式发行，我们还为它做了一部视频。这一切只是因为我们认为歌曲很有趣，然后这首歌就有了自己的生命。老实说这真的很棒，因为它带来了一批新的听众，他们听我们制作的音乐，而我们变得更有激情。

烟鬼组合在SoundCloud账户上发布了〈#Selfie〉，同时在Vine和Instagram上发布了其他帖子。

## 音乐视频
〈#Selfie〉的音乐视频随歌曲发布，并配有Dim Mak创始人史蒂夫·青木、史努比狗狗、大卫·哈塞尔霍夫、泰勒·布里斯、加拿大DJ A-Trak以及伊恩·萨默海尔德等其他人的自拍。社交媒体营销公司TheAudience的CEO奥利弗·勒基特称歌曲“太到位了——这他妈的是—白人—女孩—说—遇见的—一首—夜店—混音”（so on point – it's shit-white-girls-say-meets-a-club-remix）。TheAudience向青木介绍了烟鬼组合，青木帮助创作了〈#Selfie〉的视频，将其于2014年1月29日在YouTube上发布，并利用网络名人进行宣传。帕尔称，“视频本身就有这种病毒式的影响，这无疑有助于使其脱颖而出”。

## 作曲
虽然包含口述歌词，但〈#Selfie〉属主要为器乐演奏的电子舞曲；歌曲中未注名的女声为亚历克西丝·基拉卡姆（Alexis Killacam）。歌曲描述了夜店里一位自恋的年轻女子，她大概是在和朋友们聊天，很在意自拍并上传到了自己的Instagram账户，同时她还批评了俱乐部其他人的着装。此外，她还要和一个叫杰森（Jason）的家伙打交道，二人爱恨交加。在每节歌词的最后，她都会说“让我先来张自拍”（Let me take a selfie）。口语歌词的语调与Sir Mix-A-Lot1992年单曲〈Baby Got Back〉的开头有很大的相似之处。与〈#Selfie〉类似，这些词也是对另一个女人的外表进行批评。歌词引用了一些文化元素，包括Instagram和拉娜·德雷歌曲〈夏日憂鬱〉的塞德里克·热尔韦混音版。
〈#Selfie〉经常与鲍尔歌曲〈哈林摇〉的病毒式影响进行比较。烟鬼组合解释说，他们创作〈#Selfie〉的初衷之一就是想重现〈哈林摇〉的病毒式影响力，让普通大众接受这首歌，人们也许还会随着节奏加入自己的理解。歌曲结构常与弗兰克·扎帕和他女儿穆恩·尤妮·扎帕1982年的热门歌曲〈Valley Girl〉进行比较。

## 评价
〈#Selfie〉一经发行就受到抨击。来自《芝加哥读者》的迈尔斯·雷默（Miles Raymer）称歌曲为“垃圾，按数字制作的电子舞曲，并具有音频软件预设的所有艺术风格，这种风格让〈哈林摇〉听起来像《Selected Ambient Works Volume II》。但〈#Selfie〉只是为了传递模因，并且如果这首歌有任何个性的话，它可能就会转移人们对话题标签的注意力，这才是真正的焦点。”

## 商业表现
据尼尔森音乐统计报道，〈#Selfie〉首次登上《公告牌》舞曲/电音歌曲榜时排在第19位，首周数字下载量达9000次。第二周，歌曲又收获了5.3万次数字下载，首次登上〈#Selfie〉百强单曲榜并排名第55位，这也是本周首度上榜歌曲的最高排名。此次热销使得歌曲在舞曲/电音歌曲榜排名上升至第6位，在舞曲/电音数字歌曲榜上位列第3。此外，〈#Selfie〉首次登上舞曲/混音点播榜时排在第7位，成为该榜单自成立11年以来第六支首次上榜即达到这一高度的歌曲，也是自2010年5月嘎嘎小姐以〈亚历山卓〉登上排行榜第六位以来的首支单曲。在发行的第三周，歌曲下载量达8.8万次（增长了64%），并排到了数字歌曲榜前十名及流行歌曲榜第27名。在百强单曲榜上，〈#Selfie〉跃升至第28名，并登上了舞曲夜店歌曲榜第33名。歌曲在第四周的数字下载量又增加了11.1万次，在百强单曲榜上也上升到了第18位。〈#Selfie〉登上了舞曲/电音歌曲榜榜首，在如舞曲/电音流媒体歌曲榜等榜单的排名也有所上升（据尼尔森音乐统计数据，140万美国流媒体播放量，由第16位到第7位）、舞曲/混音点播榜（由第4位到第2位）以及舞曲夜店歌曲榜（由第33位到第19位）。〈#Selfie〉下周又卖出了10.1万张，在百强单曲榜中排名第16位。截至2014年6月，歌曲在美国已售出86.5万张。
在英国，〈#Selfie〉首次登上英国单曲排行榜时排在第115位，在第二周升至第42位，最高排在第11位。在澳大利亚，〈#Selfie〉首次登上澳大利亚唱片业协会榜时排在第98位，最高排名达到了第3位。
2015年，为纪念日本流行三人组MAX成立20周年，乐队推出了〈#Selfie〉的翻唱版，并更名为〈#Selfie ~Onna Now~〉。

## 曲目列表
| 数字下载 | 数字下载 | 数字下载 |
| 曲序     | 曲目     | 时长     |
| -------- | -------- | -------- |
| 1.       | #Selfie  | 3:03     |

| 混音版   | 混音版                       | 混音版 |
| 曲序     | 曲目                         | 时长   |
| -------- | ---------------------------- | ------ |
| 1.       | #Selfie（Botnek Remix）      | 3:36   |
| 2.       | #Selfie（Will Sparks Remix） | 3:52   |
| 3.       | #Selfie（Caked Up Remix）    | 3:15   |
| 总时长： | 总时长：                     | 10:43  |

| 德国版CD单曲 | 德国版CD单曲            | 德国版CD单曲 |
| 曲序         | 曲目                    | 时长         |
| ------------ | ----------------------- | ------------ |
| 1.           | #Selfie（Original Mix） | 3:04         |
| 2.           | #Selfie（Club Mix）     | 4:01         |
| 总时长：     | 总时长：                | 7:05         |

## 榜单和认证
| 榜单（2014年）                               | 最高 排名 |
| -------------------------------------------- | --------- |
| 澳大利亚（澳大利亚唱片业协会單曲榜）         | 3         |
| 澳大利亚（澳大利亚唱片业协会舞曲榜）         | 3         |
| 奥地利（Ö3四十强单曲榜）                     | 16        |
| 比利时佛兰德（Ultratop五十强单曲榜）         | 14        |
| 比利时佛兰德（Ultratop五十强舞曲榜）         | 10        |
| 比利时瓦隆（Ultratop五十强单曲榜）           | 24        |
| 比利时瓦隆（Ultratop五十强舞曲榜）           | 10        |
| 加拿大（Canadian Hot 100）                   | 13        |
| 独联体（Tophit独联体电台榜）                 | 53        |
| 捷克（電台百強單曲榜）                       | 11        |
| 捷克（百強數位單曲榜）                       | 10        |
| 丹麥（Hitlisten单曲榜）                      | 9         |
| 芬兰（芬蘭官方單曲榜）                       | 1         |
| 法国（法國唱片出版業公會單曲榜）             | 55        |
| 德国（德國官方單曲榜）                       | 38        |
| 愛爾蘭（愛爾蘭唱片音樂協會单曲榜）           | 14        |
| 荷兰（百强单曲榜）                           | 12        |
| 荷兰（荷蘭四十強單曲榜）                     | 9         |
| 新西兰（新西兰唱片音乐协会单曲榜）           | 12        |
| 挪威（世道單曲榜）                           | 3         |
| 波蘭（波蘭五十強舞曲榜）                     | 21        |
| 波兰（波兰视频榜）                           | 4         |
| 蘇格蘭（官方榜单公司單曲榜）                 | 7         |
| 斯洛伐克（電台百強單曲榜）                   | 54        |
| 斯洛伐克（百強數位單曲榜）                   | 27        |
| 斯洛文尼亚（SloTop50）                       | 49        |
| 西班牙（西班牙音樂製作協會）                 | 45        |
| 瑞典（瑞典最熱榜）                           | 2         |
| 瑞典（瑞典最熱舞曲榜）                       | 2         |
| 瑞士（瑞士热门音乐榜）                       | 33        |
| 英國（官方榜单公司單曲榜）                   | 11        |
| 英國（官方榜单公司舞曲榜）                   | 5         |
| 美国（《告示牌》百大單曲榜）                 | 16        |
| 美國（《告示牌》Dance Club Songs）           | 8         |
| 美國（《告示牌》Hot Dance/Electronic Songs） | 1         |
| 美國（《告示牌》Pop Airplay）                | 14        |
| 美國（《告示牌》Rhythmic Songs）             | 23        |

| 榜单（2014年）                       | 排名 |
| ------------------------------------ | ---- |
| 澳大利亚（澳大利亚唱片业协会单曲榜） | 100  |
| 比利时佛兰德（Ultratop五十强单曲榜） | 80   |
| 比利时瓦隆（Ultratop五十强单曲榜）   | 89   |
| 加拿大（加拿大百强单曲榜）           | 86   |
| 丹麦（Hitlisten）                    | 48   |
| 法国（法国唱片出版业公会单曲榜）     | 185  |
| 荷兰（荷兰四十强单曲榜）             | 74   |
| 俄罗斯（Tophit电台榜）               | 145  |
| 瑞典（瑞典最热榜）                   | 29   |
| 美国（《公告牌》舞曲/电音歌曲榜）    | 14   |

| 地區                                                       | 认证    | 认证单位/销量 |
| ---------------------------------------------------------- | ------- | ------------- |
| 澳大利亚（澳大利亚唱片业协会）                             | 白金    | 70,000^       |
| 加拿大（加拿大音乐协会）                                   | 白金    | 80,000*       |
| 丹麦（國際唱片業協會丹麥分會）                             | 金      | 30,000^       |
| 意大利（意大利音乐产业联盟）                               | 白金    | 30,000‡       |
| 瑞典（瑞典唱片業協會）                                     | 3× 白金 | 120,000‡      |
| 英国（英国唱片业协会）                                     | 银      | 200,000‡      |
| 美国（美國唱片業協會）                                     | 白金    | 1,000,000‡    |
| 流媒体                                                     |         |               |
| 丹麦（國際唱片業協會丹麥分會）                             | 白金    | 2,600,000^    |
| *僅含認證的實際銷量 ^僅含認證的出貨量 ‡僅含認證的+實際銷量 |         |               |

## 发行历史
| 国家 | 日期          | 格式     | 唱片公司 | 参考   |
| ---- | ------------- | -------- | -------- | ------ |
| 荷兰 | 2014年2月28日 | 数字下载 | Dim Mak  | [ 83 ] |
| 瑞士 | 2014年2月28日 | 数字下载 | Dim Mak  | [ 84 ] |